# Piz Alv (Alpi del Platta)
Il Piz Alv (2.854,5 m) è una montagna delle Alpi del Platta, situata a est di Innerferrera, nel Canton Grigioni. Si trova sulla catena montuosa tra la Val Ferrera e la Val Nandro.

## Posizione
Il Piz Alv appartiene al gruppo del Piz Grisch, un sottogruppo delle Alpi del Platta. Lungo la vetta passa il confine comunale tra i comuni di Ferrera e di Surses. Il Piz Alv è delimitato a nord-est dalla Val Schmorras, a sud dalla Val Starlera e a nord-ovest dall'Alp Mos. Le vette vicine includono il Piz Settember, il Piz Mez, il Guggernüll e il Piz Grisch.

## Vie di salita
- Fianco orientale. Punto di partenza: Dal Rifugio Radons[2] (1866 m) nel comune di Surses si segue la Via Schmorras[3] che in tre ore e mezza porta alla vetta. Il grado di difficoltà è EE (Escursionista Esperto).

- Cresta sud. Punto di Partenza: La frazione di Innerferrera (1480 m) o la Forcella di Saletscha[4] (2619 m). Da Innerferrera il tempo di percorrenza è di tre ore e mezza con un grado di difficoltà pari a EE/A (Alpinistico). Dalla Forcella invece il tempo di percorrenza è di quarantacinque minuti con un grado di difficoltà E (Escursionista).

- Cresta occidentale Il punto di partenza è la frazione di Ausserferrera (1300 m). Si segue la Via Alp Mos. Il percorso non presenta particolari difficoltà (grado E), ma richiede un elevato dispendio fisico, in quanto la durata dell'escursione è di quattro ore e mezza.

- Percorso invernale. Il punto di partenza è sempre il Rifugio Radons (1866 m) che è raggiungibile tramite gli impianti di Savog.